# Parlamentswahl in Malaysia 2008
Am 8. März 2008 fanden die Wahlen zur Volksversammlung (Dewan Rakyat) statt, dem Parlament von Malaysia.

## Parteien

Abdullah Ahmad Badawi (2008)

Um die 222 Sitze im Parlament bewarben sich mehrere Parteien. Aufgrund des strikten Mehrheitswahlrechts wurde bereits vor der Wahl erwartet, dass erneut das Regierungsbündnis Barisan Nasional stärkste Kraft wird.
Die derzeitige Regierungspartei UMNO von der Barisan Nasional wurde von Abdullah Ahmad Badawi geführt, dem damaligen Premierminister Malaysias. Die Barisan Nasional ist ein von der UMNO angeführtes multiethnisches und seit ihrer Gründung herrschendes Bündnis aus zum Zeitpunkt der Wahlen 14 Parteien.
Die drei größten Oppositionsparteien schlossen sich ebenfalls zu einem Bündnis zusammen, dem Pakatan Rakyat. Darin vertreten sind die sozialdemokratische Democratic Action Party (DAP), streng islamische Partei Parti Islam Se-Malaysia (PAS) und die nationale Gerechtigkeitspartei Parti Keadilan Rakyat (Keadilan) von Anwar Ibrahim an.

## Ergebnis

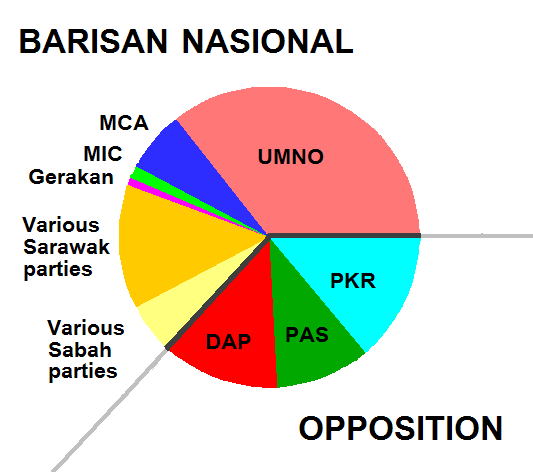
Sitzverteilung im Parlament nach der Wahl

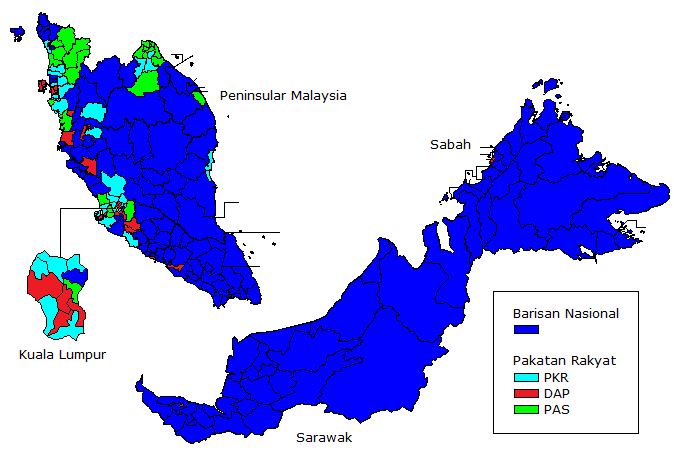
Regionale Wahlergebnisse

Die Wahlen am 8. März 2008 gewann die seit mehr als 50 Jahren regierende Nationale Front (Barisan Nasional), musste allerdings die schwerste Wahlschlappe seit 1969 hinnehmen. Sie büßte auch die für die BN psychologisch wichtige Zweidrittelmehrheit ein, die Verfassungsänderungen zulässt.
| Partei/Wahlbündnis                                            | Stimmen   | Stimmenanteil | Sitze |
| ------------------------------------------------------------- | --------- | ------------- | ----- |
| Nationale Front (Barisan Nasional, BN)                        | 4.082.411 | 50,27 %       | 140   |
| Democratic Action Party (Parti Tindakan Demokratik, DAP)      | 1.118.025 | 13,77 %       | 28    |
| Islamistische Partei Malaysias (Parti Islam Se-Malaysia, PAS) | 1.140.676 | 14,05 %       | 23    |
| People’s Justice Party (Parti Keadilan Rakyat, Keadilan)      | 1.509.080 | 18,58 %       | 31    |
| Unabhängige und Sonstige                                      | 65.399    | 0,81 %        | 0     |

## Ergebnisse der Staatsparlamente
Perlis: BN (13), PAS (2) = 15
Kedah: BN (14), PAS (16), PKR (4), DAP (1), Unabhängig (1) = 36
Kelantan: BN (6), PAS (38), PKR (1) = 45
Terengganu: BN (24), PAS (8) = 32
Penang: BN (11), PAS (1), DAP (19), PKR (9) = 40
Perak: BN (28), PAS (6), DAP (18), PKR (8) = 59
Pahang: BN (37), PAS (2), DAP (2), Unabhängig (1), = 42
Selangor: BN (20), DAP (13), PKR (15), PAS (8) = 56
Negeri Sembilan: BN (21), PAS (1), DAP (10), PKR (4) = 36
Malakka: BN (23), DAP (5) = 28
Johor: BN (50), PAS (2), DAP (4) = 56
Sabah: BN (59), DAP (1) = 60
Sarawak
Das Staatsparlament in Sarawak löste sich nicht auf. Die letzten Wahlen für das Staatsparlament war am 20. Mai 2006.

## Errungene Sitze bei den Letzten drei Wahlen
| Partei/Wahlbündnis                  | 2008         | 2004         | 1999         |
| ----------------------------------- | ------------ | ------------ | ------------ |
| Nationale Front (BN)                | 140 (63,0 %) | 198 (90,4 %) | 148 (76,7 %) |
| Democratic Action Party (DAP)       | 28 (12,6 %)  | 12 (5,5 %)   | 10 (5,2 %)   |
| Parti Islam Se-Malaysia (PAS)       | 23 (10,4 %)  | 7 (3,2 %)    | 27 (14,0 %)  |
| Parti Keadilan Rakyatvon (Keadilan) | 31 (14,0 %)  | 1 (0,45 %)   | 5 (2,6 %)    |
| Sonstige/Unabhängige                | 0 (0 %)      | 1 (0,45 %)   | 3 (1,5 %)    |